# The Empire Shall Fall
The Empire Shall Fall – amerykańska grupa muzyczna. 

## Historia
Inicjatywa powstania zespołu wyszła od Jessego Leacha (wcześniej wokalisty Killswitch Engage), przejawiającego potrzebę grania agresywnej muzyki po zakończeniu projektu Seemless. Zaprosił on do współpracy swojego partnera w jammowaniu, basistę Nicka Sollecito, wraz z którym tworzył wcześniej projekt muzyczny pod nazwą One Of You. Obaj założyli The Empire Shall Fall w 2008. Gitarzystą grupy został wtedy 17-letni Jake Davenport. Początkowo perkusistą miał być Alex Chapman, ale zastąpił go potem Jeff Pitt, zaś potem dołączyli dwaj gitarzyści. 
Premiera ich debiutanckiej płyty pt. Awaken miała miejsce 17 listopada 2009. Wydawcą była wytwórnia prowadzona przez Nicka Sollecito. Album został wydany ponownie 12 października 2010 przez wytwórnię Restricted Release.
Jak zaznaczył sam zespół, był inspirowany takimi grupami jak At the Gates, Meshuggah oraz Edge of Sanity. Członkowie zespołu przyznali się do sympatii wobec grup Refused, At the Drive-In, Deftones czy Between the Buried and Me. Muzyka na płycie Awaken była określana przez odbiorców jako metalcore, aczkolwiek według J. Leacha TESF był czymś więcej niż grupa metalcore. Wynikało to z pochodzenia muzycznego jego członków. Davenport stworzył ok. 95% riffów na płytę. Perkusista Jeff Pitt wywodził się z muzyki popowo-jazzowej. Sollecito dotąd poruszał się w środowisku rockowo-jazzowym. Natomiast De Lisle wywodził się z muzyki progresywnej.
Pod względem tekstowym album dotyka tematów politycznych oraz transcendentalizmu. Inspiracjami były także postaci historyczne: Jello Biafra, Benjamin Franklin, Cynthia McKinney oraz Ron Paul.
W 2010 zespół przygotował cover utworu "Arcarsenal", pierwotnie opublikowanego na albumie Relationship of Command (2000) grupy At The Drive-In.
Pomimo jednoczesnego zaangażowania Leacha w projekt muzyczny Times of Grace, grupa nadal tworzyła materiał na nowe wydawnictwo. W sierpniu 2011 grupa udostępniła nowy utwór zatytułowany "As The City Sleeps", pochodzący z minialbumu Volume 1: Solar Plexus. Cały album został opublikowany do odsłuchania 6 grudnia 2011

## Skład
- Jesse Leach - śpiew
- Jake Davenport - gitara
- Marcus De Lisle - gitara
- Nick Sollecito - gitara basowa
- Jeff Pitts - perkusja

## Dyskografia
- Demo (2008)
- Awaken (2009)
- Volume 1: Solar Plexus EP (2011)

## Teledyski
- "Lords Of War" (2010), prod. Kyle Regan[12][13]

## Nagrody
- The Phoenix's Best Loud Act in Providence (2010)[14]